# Mapleville
Mapleville ist ein Dorf in Burrillville, Providence County, Rhode Island, Vereinigte Staaten. Es besitzt eine Fläche von 4.18 km² und 1142 Einwohner. Mehr als 98 % der Einwohner sind Weiße. Das Dorf besitzt eine Post, ein Feuerwehrhaus, zwei Kirchen, eine Bibliothek und verschiedene Geschäfte. Das Ortsgebiet ist größtenteils bewaldet, der Ort wird vom Chepachet River durchflossen.

## Geschichte
Mapleville war ursprünglich eine Siedlung von Mühlenarbeitern. Die an den Ufern des Chepachet Rivers liegenden Mühlenrechte wurden 1845 in Anspruch genommen, indem Darius Lawton eine Mühle zur Textilfabrikation erbauen ließ. Nach und nach entstanden mehrere Häuser, eine Pension und andere Gebäude. Der Betrieb wurde später von James Legg übernommen, der die Firma James Legg & Company betrieb (später Mapleville Manufacturing Company). Produziert wurden Kaschmirtuch und Tweedstoffe. Den Betrieb übernahmen später Fletchers Söhne, 1898 wurde die Mühle schließlich versteigert.
Um 1900 kaufte Joseph Fletcher die Mühle, ließ sie restaurieren, eine weitere Mühle bauen, und errichtete weitere Wohnhäuser. Die Mühlen existieren noch heute und werden von einem Recycling-Betrieb genutzt.